# Реза Шах Пахлави
Реза Шах Пахлави, такође Шах Реза Пахлави (перс. رضا پهلویh, 16. март 1878 — 26. јул 1944) је био ирански шах од 15. децембра 1925. године до абдикације 16. септембра 1941. године.
Реза-кан је 1925. године државним ударом свргнуо Ахмада Шаха Каџара, последњег шаха династије Каџар, и основао династију Пахлави. Поставио је ауторитарну владу, која се заснивала на национализму, милитаризму, секуларизму и антикомунизму у комбинацији са стриктном цензуром и државном пропагандом. Због његових симпатија према Немачкој, присиљен је на абдикацију након Англо-совјетске инвазије Ирана у корист сина Мохамеда Пахлавија.